# Frutillar
Frutillar è un comune del Cile della provincia di Llanquihue nella Regione di Los Lagos. È caratterizzata per la bellezza dei suoi paesaggi e per le tradizioni tedesche dei suoi fondatori, che si notano nell'architettura della città. Ogni anno, a partire dal 1968, vi si celebra il festival Semanas Musicales de Frutillar, che ospita artisti internazionali.
Al censimento del 2002 possedeva una popolazione di 15.525 abitanti.

## Società

### Evoluzione demografica
| Censimento del 1992 | Censimento del 2002 |
| 13.107 ab.          | 15.525 ab.          |